# Neapolis (Ohio)
Neapolis é um lugar designado pelo censo localizado no condado de Lucas, no estado estadounidense de Ohio. No Censo de 2010 tinha uma população de 423 habitantes e uma densidade de 230,03 pessoas por km².

## Geografia
Neapolis encontra-se localizado nas coordenadas 41° 29′ 26″ N, 83° 52′ 29″ O. Segundo o Departamento do Censo dos Estados Unidos, Neapolis tem uma superfície total de 1.84 km², toda ela terra firme.

## Demografia
Segundo o censo de 2010, tinha 423 pessoas residindo em Neapolis. A densidade populacional era de 230,03 hab./km². Dos 423 habitantes, Neapolis estava composto pelo 95.27% brancos, 3.55% eram de outras raças e o 1.18% pertenciam a duas ou mais raças. Do total da população 5.44% eram hispanos ou latinos de qualquer raça.